# Tao
Tao ou Dao é a ordem natural do universo, cujo caráter a intuição deve discernir para realizar o potencial de sabedoria individual, conforme concebido no contexto da filosofia do leste asiático, religiões do leste asiático ou qualquer outra filosofia ou religião que se alinhe a este princípio . Este conhecimento intuitivo da vida não pode ser apreendido como um conceito. Em vez disso, é conhecido por meio da experiência de vida real do ser cotidiano de alguém. Seu nome, Tao ou Dao (chinêsⓘ), veio do chinês, onde significa caminho, rota, estrada ou, às vezes, doutrina, princípio ou crença holística.
Laozi no Tao Te Ching explica que o Tao não é um nome para uma coisa, mas a ordem natural subjacente do Universo, cuja essência última é difícil de circunscrever porque não é conceitual, mas é evidente no ser vivo de alguém.[carece de fontes?] O Tao é "eternamente sem nome" (Tao Te Ching – 32. Laozi) e deve ser distinguido das inúmeras coisas nomeadas que são consideradas suas manifestações, a realidade da vida antes de suas descrições.
O Tao empresta seu nome à tradição religiosa (Wade – Giles, Tao Chiao; Pinyin, Daojiao) e à tradição filosófica (Wade – Giles, Tao chia; Pinyin, Daojia), ambas referidas em inglês com o termo Taoism (Taoismo).

## Descrição e usos do conceito

O bagua, um símbolo comumente usado para representar o Tao e sua busca.

A palavra "Tao" (道) tem uma variedade de significados na língua chinesa antiga e moderna. Além de seu uso puramente prosaico que significa estrada, canal, caminho, princípio ou similar, a palavra adquiriu uma variedade de usos metafóricos, filosóficos e religiosos diferentes e muitas vezes confusos. Na maioria dos sistemas de crença, a palavra é usada simbolicamente em seu sentido de "caminho" como o modo certo ou apropriado de existência, ou no contexto de práticas contínuas de realização ou de vir a ser completo, ou o estado de iluminação ou espiritual perfeição que é o resultado de tais práticas.
Alguns estudiosos fazem distinções nítidas entre o uso moral ou ético da palavra "Tao" que é proeminente no confucionismo e no taoismo religioso e o uso mais metafísico do termo usado no taoismo filosófico e na maioria das formas do budismo Mahayana; outros sustentam que estes não são usos ou significados separados, vendo-os como abordagens mutuamente inclusivas e compatíveis para definir o princípio. O uso original do termo era como uma forma de práxis e não de teoria – um termo usado como uma convenção para se referir a algo que de outra forma não poderia ser discutido em palavras – e os primeiros escritos, como o Tao Te Ching e o I Ching, esforçam-se para distinguir entre concepções do Tao (às vezes referido como "Tao nomeado") e o próprio Tao (o "Tao sem nome"), que não pode ser expresso ou compreendido em linguagem. Liu Da afirma que o Tao é entendido adequadamente como um conceito experiencial e em evolução e que não existem apenas diferenças culturais e religiosas na interpretação do Tao, mas também diferenças pessoais que refletem o caráter de praticantes individuais.
O Tao pode ser pensado como o fluxo do Universo ou como alguma essência ou padrão por trás do mundo natural que mantém o Universo equilibrado e ordenado. Está relacionado com a ideia de qi, a energia essencial da ação e da existência. O Tao é um princípio não dualista – é o todo maior do qual derivam todos os elementos individuais do Universo. Keller o considera semelhante à teologia negativa dos estudiosos ocidentais, mas o Tao raramente é um objeto de adoração direta, sendo tratado mais como os conceitos hindus de karma, dharma ou Ṛta do que como um objeto divino. O Tao é mais comumente expresso na relação entre wu (vazio ou vacuidade, no sentido de wuji) e yinyang (o equilíbrio natural e dinâmico entre opostos), levando ao seu princípio central de wu wei (inatividade ou inação).
O Tao é geralmente descrito em termos de elementos da natureza e, em particular, como semelhante à água. Como a água, é indiferenciado, infinitamente auto-reabastecido, macio e silencioso, mas imensamente poderoso e impassivelmente generoso. Grande parte da filosofia taoista se concentra na continuidade cíclica do mundo natural e seu contraste com as ações lineares e orientadas para objetivos de seres humanos.
Em todos os seus usos, considera-se que o Tao possui qualidades inefáveis que o impedem de ser definido ou expresso em palavras. Pode, no entanto, ser conhecido ou experimentado, e seus princípios (que podem ser discernidos pela observação da Natureza) podem ser seguidos ou praticados. Grande parte da escrita filosófica do leste asiático se concentra no valor de aderir aos princípios do Tao e nas várias consequências de não fazê-lo.
O Tao foi compartilhado com o confucionismo, o budismo chán e o budismo zen e, mais amplamente, com a filosofia e a religião do leste asiático em geral. No taoismo, no budismo chinês e no confucionismo, o objetivo da prática espiritual é "tornar-se um com o Tao" (Tao Te Ching) ou harmonizar a própria vontade com a natureza (cf. estoicismo) para alcançar "ação sem esforço" (wu wei). Isso envolve práticas meditativas e morais. Importante a este respeito é o conceito taoista de De (德; virtude). No confucionismo e nas formas religiosas do taoismo, esses são frequentemente argumentos explicitamente morais/éticos sobre o comportamento adequado, enquanto o budismo e as formas mais filosóficas do taoismo geralmente se referem aos resultados naturais e mercuriais da ação (comparáveis ao [[Carma|karma). O Tao está intrinsecamente relacionado aos conceitos yin e yang (pinyin: yīnyáng), onde toda ação cria contra-ações como movimentos inevitáveis dentro das manifestações do Tao, e a prática adequada envolve aceitar, conformar-se ou trabalhar com esses desenvolvimentos naturais.

### De
De (德 "poder; virtude; integridade") é o termo geralmente usado para se referir à adesão adequada ao Tao; De é a vida ativa ou cultivo do caminho. Coisas particulares (coisas com nomes) que se manifestam a partir do Tao têm sua própria natureza interna que seguem de acordo com o Tao, e o seguimento dessa natureza interna é De. Wuwei (Pinyin: wúwéi) ou "naturalidade" depende da compreensão e conformidade com esta natureza interna, que é interpretada de várias formas, desde uma natureza pessoal e individual até uma noção mais generalizada da natureza humana dentro do Universo maior.
Historicamente, o conceito de De difere significativamente entre taoistas e confucionistas. O confucionismo era em grande parte um sistema moral que enfatizava os valores de humanidade, retidão e dever filial, e assim concebeu De em termos de obediência a regras sociais rigorosamente definidas e codificadas. Os taoistas adotaram uma visão mais ampla e naturalista/metafísica da relação entre a humanidade e o Universo e consideraram as regras sociais como, na melhor das hipóteses, um reflexo derivado das interações naturais e espontâneas entre as pessoas e, na pior das hipóteses, uma estrutura calcificada que inibe a naturalidade e cria conflitos. Isso levou a alguns conflitos filosóficos e políticos entre taoistas e confucionistas. Várias seções das obras atribuídas a Chuang Tzu são dedicadas a críticas aos fracassos do confucionismo.

## Interpretações religiosas, filosóficas e culturais

### Interpretações taoistas
[Tao] significa uma estrada, caminho; e, portanto, a maneira como alguém faz algo; método, doutrina, princípio. O Caminho do Céu, por exemplo, é implacável; quando chega o outono, "nenhuma folha é poupada por causa de sua beleza, nenhuma flor por causa de sua fragrância". O Caminho do Homem significa, entre outras coisas, procriação; e dizem que os eunucos estão "longe do Caminho do Homem". Chu Tao é "o caminho para ser um monarca", ou seja, a arte de governar. Cada escola de filosofia tem seu tao, sua doutrina de como a vida deve ser ordenada. Finalmente, em uma escola particular de filosofia cujos seguidores passaram a ser chamados de taoistas, tao significava "o modo como o universo funciona"; e, finalmente, algo muito parecido com "Deus", no sentido mais abstrato e filosófico do termo.
O Tao é o que dá ao taoismo seu nome em inglês (e algumas linguagens), tanto em suas formas filosóficas quanto religiosas. O Tao é o conceito fundamental e central dessas escolas de pensamento. O taoismo percebe o Tao como uma ordem natural subjacente à substância e atividade do Universo. A linguagem e a "nomeação" do Tao são vistas negativamente no taoismo; o Tao fundamentalmente existe e opera fora do domínio da diferenciação e das restrições linguísticas.

### Diversidade de pontos de vista
O Tao faz com que as pessoas estejam totalmente de acordo com o governante.— Sun Tzu, Arte da guerra
Não existe uma única visão taoista ortodoxa do Tao. Todas as formas de taoismo giram em torno de Tao e De, mas há uma ampla variedade de interpretações distintas entre as seitas e até mesmo entre os indivíduos da mesma seita. Apesar dessa diversidade, existem alguns padrões e tendências claros e comuns no taoismo e suas ramificações.
A diversidade de interpretações taoistas do Tao pode ser vista em quatro textos representativos das principais correntes de pensamento do taoismo. Todos os quatro textos são usados no taoismo moderno com aceitação e ênfase variadas entre as seitas. O Tao Te Ching é o texto mais antigo e representativo de uma abordagem especulativa e filosófica do Tao. O Tao T'i Lun é uma exegese do século VIII do Tao Te Ching, escrita a partir de um ponto de vista culto e religioso que representa a perspectiva acadêmica tradicional. A perspectiva devocional do Tao é expressa no Qingjing Jing, texto litúrgico originalmente composto durante a dinastia Han e usado como hinário no taoismo religioso, especialmente entre os eremitas. O Zhuangzi (também escrito Chuang Tzu) usa recursos literários como contos, alegorias e narrativas para relacionar o Tao ao leitor, ilustrando um método metafórico de ver e expressar o Tao.

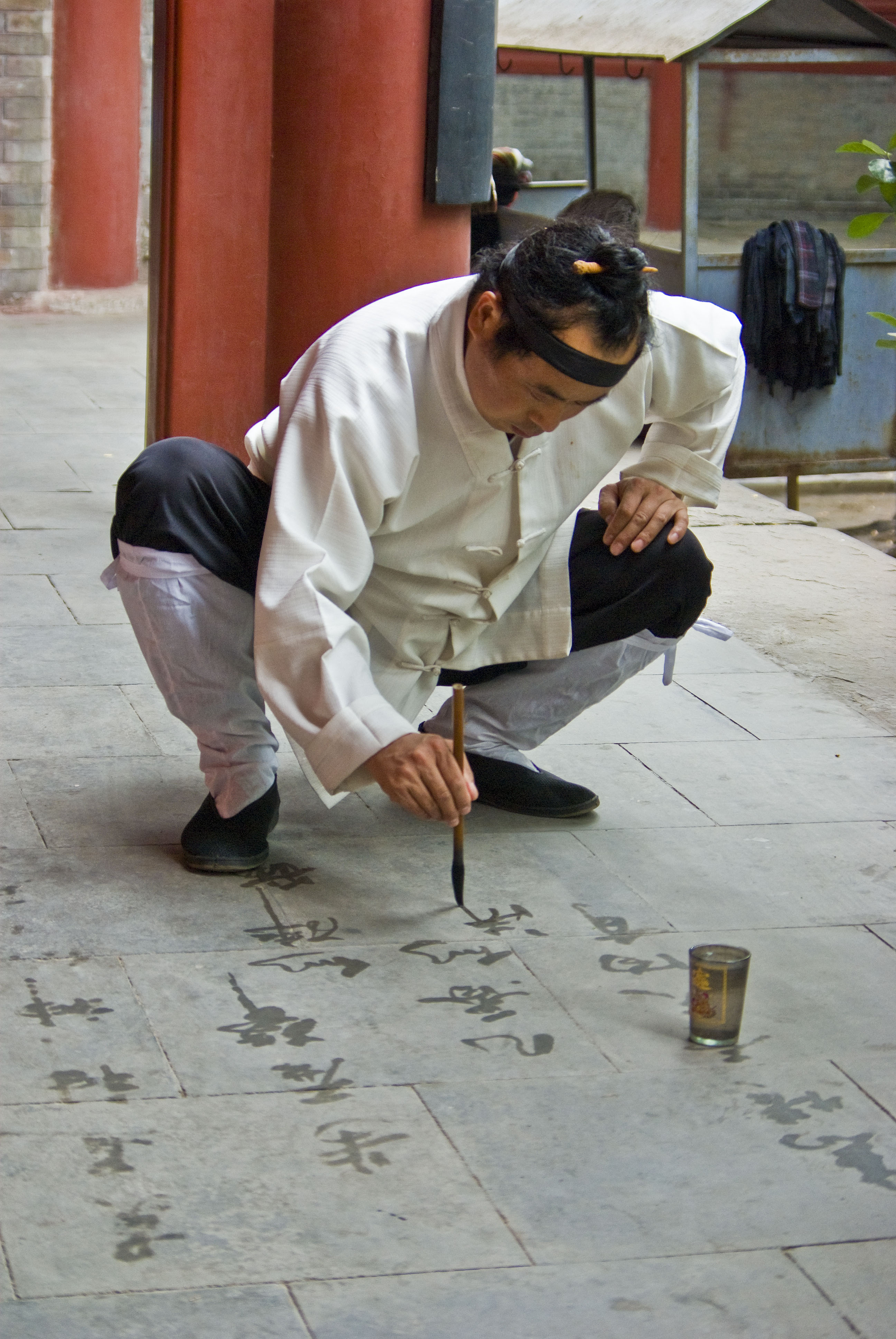
Um monge taoista praticando caligrafia chinesa com água em pedra. A caligrafia da água, como mandalas de areia, evoca a natureza efêmera da realidade física.

As formas e variações do taoismo religioso são incrivelmente diversas. Elas integram um amplo espectro de práticas acadêmicas, ritualísticas, sobrenaturais, devocionais, literárias e folclóricas com uma infinidade de resultados. O budismo e o confucionismo afetaram particularmente a maneira como muitas seitas do taoismo moldaram, abordaram e perceberam o Tao. Os numerosos ramos do taoismo religioso consideram o Tao e interpretam os escritos sobre ele de inúmeras maneiras. Assim, além de algumas semelhanças amplas, é difícil fornecer um resumo preciso, mas claro, de suas interpretações do Tao.
Um princípio central na maioria das variedades de taoismo religioso é que o Tao está sempre presente, mas deve ser manifestado, cultivado e/ou aperfeiçoado para ser realizado. É a fonte do Universo, e a semente de sua pureza primordial reside em todas as coisas. A manifestação do Tao é De, que retifica e revigora o mundo com o esplendor do Tao.
Alternativamente, o taoismo filosófico considera o Tao como um conceito não religioso; não é uma divindade a ser adorada, nem é um Absoluto místico no sentido religioso do Brahman hindu. Joseph Wu comentou sobre essa concepção do Tao: "O Tao não está religiosamente disponível; nem é religiosamente relevante." Os escritos de Lao Tzu e Chang Tzu são tingidos com tons esotéricos e abordam o humanismo e o naturalismo como paradoxos. Em contraste com o esoterismo tipicamente encontrado em sistemas religiosos, o Tao não é transcendente ao eu, nem a realização mística é uma fuga do mundo no taoismo filosófico. O eu imerso no Tao é o eu fundamentado em seu lugar dentro do Universo natural. Uma pessoa que vive dentro do Tao se destaca em si mesma e em suas atividades.
No entanto, esta distinção é complicada por dificuldades hermenêuticas (interpretativas) na categorização de escolas, seitas e movimentos taoistas.

### Interpretações confucionistas
Pode-se dizer que o Dao, ou "Caminho", de Confúcio é a "Verdade". O confucionismo considera o ""Caminho", ou "Verdade", como concordante com uma abordagem particular da vida, política e tradição. É considerado igualmente necessário e bem considerado como De (virtude) e ren (humanidade). Confúcio apresenta um "Tao" humanista. Ele raramente fala do t'ien Dao (o "Caminho do Céu"). Um influente confucionista antigo, Hsiin Tzu, notou explicitamente esse contraste. Embora ele reconhecesse a existência e a importância celestial do "Caminho do Céu", ele insistia que o Dao diz respeito principalmente aos assuntos humanos.
Como um conceito religioso formal no confucionismo, Tao é o "Absoluto" para o qual os fiéis se movem. Em Zhongyong (a Doutrina do Meio), a harmonia com o "Absoluto" é o equivalente à integridade e sinceridade. O Grande aprendizado expande este conceito explicando que o "Caminho" ilumina a virtude, melhora as pessoas e reside na mais pura moralidade. Durante a dinastia Tang, Han Yu formalizou e definiu ainda mais as crenças confucionistas como uma resposta apologética ao budismo. Ele enfatizou a ética do "Caminho". Ele emparelhou explicitamente "Dao" e "De", com foco na natureza humana e na retidão. Ele também estruturou e elaborou um dàotǒng (tradição do "Caminho") para rejeitar as tradições do budismo.

### Interpretações budistas
O budismo começou a se espalhar na China durante o século I e estava experimentando uma idade de ouro de crescimento e amadurecimento no século IV. Centenas de coleções de textos em páli e sânscrito foram traduzidas para o chinês por monges budistas em um curto período de tempo. Dhyana foi traduzido como ch'an (e mais tarde como zen), dando o nome ao budismo Zen. O uso de conceitos chineses, como Dao, que se aproximavam das ideias e termos budistas, ajudou a difundir a religião e torná-la mais receptiva ao povo chinês. No entanto, as diferenças entre a terminologia sânscrita e chinesa levaram a alguns mal-entendidos iniciais e ao eventual desenvolvimento do budismo do leste asiático como uma entidade distinta. Como parte desse processo, muitas palavras chinesas introduziram suas ricas associações semânticas e filosóficas no budismo, incluindo o uso de "Dao" para conceitos centrais e princípios do budismo.
Pai-chang Huai-hai disse a um estudante que estava lutando com porções/partes difíceis de suttas, "Pegue palavras para manifestar significado e você obterá "significado". Corte palavras e o significado é vazio. Vazio é o Tao. O Dao está cortando palavras e fala." Os budistas Ch'an (Zen) consideram o Dao como sinônimo tanto do Caminho budista (marga) quanto dos resultados dele; o Caminho óctuplo e a iluminação budista (satori). A declaração de Pai-chang joga com esse uso no contexto do fluido e variado uso chinês de "Dao". Palavras e significados são usados para se referir a rituais e práticas. O "vazio" refere-se ao conceito budista de sunyata. Encontrar o Tao e a natureza de Buda não é simplesmente uma questão de formulações, mas uma resposta ativa às Quatro nobres verdades que não podem ser totalmente expressas ou transmitidas em palavras e associações concretas. O uso de "Dao' neste contexto refere-se ao "caminho" literal do budismo, o retorno à fonte universal, dharma, meditação adequada e nirvana, entre outras associações. Dao é comumente usado dessa forma pelos budistas chineses, repleto de associações e significados diferenciados.

### Interpretações neoconfucionistas
Durante a dinastia Song, os neoconfucionistas consideravam o Tao como a mais pura coisa em si. Shao Yong considerava o Dao como a origem do céu, da terra e de tudo dentro deles. Em contraste, Zhang Zai apresentou um Dao vitalista que era o componente ou efeito fundamental do ch'i, a energia motriz por trás da vida e do mundo. Vários estudiosos posteriores adotaram essa interpretação, como Tai Chen durante a dinastia Qing.
Zhu Xi, Cheng Ho e Cheng Yi perceberam o Dao no contexto de li ("Princípio") e t'ien li (o "Princípio do Céu"). Cheng Hao considerava a questão fundamental de li, e portanto de Dao, a humanidade. Desenvolver compaixão, altruísmo e outras virtudes humanas é seguir o "Caminho". Cheng Yi seguiu essa interpretação, elaborando essa perspectiva do Dao por meio de ensinamentos sobre as interações yin-yang, o cultivo e a preservação da vida; e o axioma de um universo moralmente justo.
No total, o Dao é equiparado ao "Absoluto". Wang Fuzhi expressou o Dao como o tai chi, o "Grande último", bem como o caminho que leva a ele. Nada existe além do "Princípio do Céu" no neoconfucionismo. O "Caminho" está contido em todas as coisas. Assim, a vida religiosa não é uma jornada de elite ou especial para os neoconfucionistas. A vida normal e mundana é o caminho que leva ao "Absoluto", porque o "Absoluto" está contido nos objetos e eventos mundanos da vida diária.

### Interpretações cristãs
O notável autor cristão C. S. Lewis usou a palavra Tao para descrever "a doutrina do valor objetivo, a crença de que certas atitudes são realmente verdadeiras e outras realmente falsas, o tipo de coisa que o Universo é e o tipo de coisas que nós somos". Ele afirmou que toda religião e filosofia contém fundamentos da ética universal como uma tentativa de se alinhar com o Tao – a forma como a humanidade foi projetada para ser. No pensamento de Lewis, o Tao origina-se de Deus e foi manifestado plenamente por meio de Jesus Cristo.
Em algumas traduções chinesas do Novo Testamento, λόγος (logos) é traduzido com a palavra chinesa Dao (道) (por exemplo, João 1:1), indicando que os tradutores consideraram o conceito de Tao um tanto equivalente ou semelhante ao logos na filosofia grega e o Logos no cristianismo.

## Aspectos linguísticos
O termo Dao 道 é analisável em termos de caracteres chineses, pronúncias e significados alternativos de dào ("caminho") ou dǎo ("guia"), uma possível etimologia proto-indo-européia e palavras emprestadas como Dao ou dao do inglês.

Escrita em bronze para dao (道)

Escrita em tiras e seda Chu para dao (道)

Escrita de selo grande para dao (道)

Escrita de selo pequena para dao (道)

### Caracteres
Dao é escrito com o caractere chinês 道 tanto no chinês tradicional quanto no chinês simplificado. Isso tipifica a classificação de caracteres chineses de gráficos "radicais-fonéticos" ou "fono-semânticos" mais comum, que compõem um "radical" ou "significativo" (fornecendo aproximadamente informações semânticas) com um "fonético" (sugerindo pronúncia antiga).
Dao (道) combina graficamente o radical chuo (辶 ou 辵 – "ir") e a fonética shou (首 – "cabeça"). Além disso, dao (道) é o elemento fonético em dao (導 – "guiar; conduzir") (com o radical cun (寸 – "polegar; mão") e dao (檤 – "nome de uma árvore") (com o radical mu 木 – "árvore; madeira").
A interpretação tradicional do caractere 道, que remonta ao dicionário Shuowen Jiezi (121 E.C.), era um raro huiyi (會意 – "ideograma composto" ou "composto ideográfico"). A combinação de chuo (辶 – "ir") e shou (首 – "cabeça") (números 162 e 185 nos radicais Kangxi) significava uma "cabeça indo" ou "liderar o caminho".
Dao é graficamente distinguido entre seu significado nominal mais antigo de dao (道 – "caminho; estrada;") e o sentido verbal posterior de "dizer". Também deve ser contrastado com dao (導 – "liderar o caminho; orientar; conduzir; dirigir;"). O caractere simplificado 导 para dao (導) tem si (巳 – "6º dos 12 Ramos terrestres" no lugar de dao (道).
As primeiras formas escritas de dao são escritas em bronze e caracteres de escrita de selos de bronzes e escritos da dinastia Zhou (1045 - 256 E.A.C.). Esses caracteres dao antigos retratam mais claramente o elemento shou (首 – "cabeça") como cabelo acima de/sobre um rosto. Algumas variantes trocam o radical chuo (辵 – "ir; avançar") com o radical xing (行 – "ir; estrada"), com a representação original de "encruzilhada" de bronze escrita no caractere de selo com duas "pegadas" 彳 e 亍.
Escritas de bronze para dao (道) ocasionalmente incluem um elemento de shou (手 – "mão") ou cun (寸 – "polegar; mão"), que ocorre em dao (導 – "liderar"). O linguista Peter A. Boodberg explicou,
Este "tao com o elemento mão" é geralmente identificado com o caractere moderno 導 (tao < d'ôg, – "liderar", "guiar", "conduzir") e considerado um derivado ou cognato verbal do substantivo tao ("caminho"). A evidência que acabamos de resumir indicaria antes que "tao com mão" é apenas uma variante do tao básico e que a própria palavra combina os aspectos nominais e verbais do étimo. Isso é apoiado por exemplos textuais do uso do tao primário no sentido verbal de "liderar" (por exemplo, Analectos 1.5; 2.8) e prejudica seriamente a suposição tácita implícita na tradução comum de Tao como "maneira" de que o conceito é essencialmente nominal. Tao pareceria, então, ser etimologicamente um conceito mais dinâmico do que o fizemos em termos de tradução. Seria mais apropriadamente traduzido por "caminho principal" e "filão" ("caminho", "curso", "jornada", "liderança", "orientação"; cf. "magnetita" e "estrela-guia"), o um tanto obsoleto substantivo deverbal de "liderar".
Essas citações dos analectos confucionistas de dao que significam verbalmente "guiar; liderar" são: "O Mestre disse: "Ao guiar um estado de mil carruagens, aborde seus deveres com reverência e seja confiável no que você diz"" e "O Mestre disse , "Guie-os por éditos, mantenha-os alinhados com as punições, e as pessoas comuns ficarão longe de problemas, mas não terão nenhum senso de vergonha"."

### Pronúncia
No chinês padrão moderno, as pronúncias de dao (道) são tonalmente diferenciadas entre o 4º tom descendente dào ("caminho") e o 3º tom de imersão dǎo (geralmente escrito 導 – "guiar; conduzir").
Além dessas especificações tonais comuns de 4º e 3º dào (道 – "caminho") e dǎo (道 ou 導 – "guiar"), 道 tem uma rara pronúncia de tom de 1º nível dāo na expressão idiomática regional shénshendāodāo (神神道道 – "estranho; bizarro"). Esta reduplicação de shen (神 – "espírito; deus") e dao ocorre na fala do nordeste da China.
Nas categorias de nomes de tons do chinês médio (cerca dos séculos VI a X E.C.), 道 e 道/導 eram qusheng (去聲 – "tom de partida") e shangsheng (上聲 – "tom ascendente"). Os linguistas históricos reconstruíram 道 ("caminho") e 導 ("guiar") do médio/meio como d'âu- e d'âu: (Bernhard Karlgren), dau e dau daw' e dawh dawX e daws (William H. Baxter), e dâuB e dâuC.
Em chinês antigo (cerca de séculos VII a III A.E.C.), as pronúncias, reconstruções para 道 ("caminho") e 道/導 ("guiar") são *d'ôg (Karlgren), *dəw (Zhou), *dəgwx e *dəgwh, *luʔ, e *lûʔ e *lûh.

### Significados
A palavra dao (道) tem muitos significados. Por exemplo, o dicionário chinês Hanyu Da Zidian (漢語大字典) define 39 significados para dào (道 – "caminho") e 6 para dǎo (道 (導) – "guiar; conduzir)".
O dicionário de chinês – inglês de John DeFrancis dá doze significados para dào (道 – "caminho; dizer"), três para dǎo (道 ou 導 – "guiar; liderar") e um para dāo (道) em uma expressão idiomática de "estranho, bizarro". Observe que os colchetes esclarecem as abreviações e as reticências omitem exemplos de uso.
2dào 道 S. [substantivo] estrada; caminho ◆M. [palavra de medida nominal] ① (para rios/tópicos/etc.) ② (para um curso (de comida); um traço (de luz); etc.) ◆V. [verbo] ① dizer; falar; falar (apresentando citação direta, estilo de romance) ... ② pensar; supor que ◆F.V. [forma vinculada, morfema vinculado] ① canal ② caminho; razão; princípio ③ doutrina ④ Daoísmo ⑤ linha ⑥〈hist.〉 [história] ⑦ distrito; canal de circuito; passagem; tubo ⑧ dizer (palavras educadas) ... Veja também 4dǎo, 4dāo
4dǎo 导/道[導/- F.V. [forma vinculada] ① guiar; levar ... ② transmitir; conduzir ... ③ instruir; direcionar...

4dāo 道 em shénshendāodāo ... 神神道道 F.R. [forma reduplicada] 〈topo.〉[forma que não é do mandarim] ímpar; fantástico; bizarro 

### Etimologias
As origens linguísticas etimológicas de dao ("caminho") dependem de sua pronúncia em chinês antigo, que os estudiosos reconstruíram provisoriamente como *d'ôg, *dəgwx, *dəw, *luʔ e *lûʔ.
Boodberg observou que a fonética shou (首 "cabeça") no caractere dao (道) não era meramente fonética, mas "etimônica", análoga ao inglês to head, que significa "liderar" e "tender a uma certa direção", "à frente", "avanço".
Paranomasticamente, tao é igualado ao seu homônimo 蹈 (tao < d'ôg, "atropelar", "pisar") e, desse ponto de vista, nada mais é do que uma "trilha", "trilha de cabeça" ou "trilha de frente"; também é ocasionalmente associado a um quase sinônimo (e possível cognato) 迪 (ti < d'iôk, "seguir uma estrada", "seguir", "conduzir", "direcionar"; "perseguir o caminho certo"); um termo com conotações éticas definidas e um gráfico com uma fonética extremamente interessante, 由 (yu < djôg," "para proceder de"). O reaparecimento de C162 [辶] ("andar") em ti com o apoio de C157 [⻊] ("pé") em tao ("pisar"), talvez deva nos servir como um aviso para não enfatizar demais as funções de trabalho da cabeça implícitas em tao em detrimento daquelas das extremidades inferiores.
Victor H. Mair propõe uma conexão com o drogh proto-indo-europeu, apoiado por numerosos cognatos em linguagens indo-européias, bem como palavras semíticas árabes e hebraicas semanticamente semelhantes.
A pronúncia arcaica de Tao soava aproximadamente como drog ou dorg. Isso o liga à raiz proto-indo-européia drogh (correr) e indo-européia dhorg (caminho, movimento). Palavras relacionadas em algumas línguas indo-européias modernas são: russo doroga (caminho, estrada), do polonês droga (caminho, estrada), do tcheco dráha (caminho, trilha), do servo-croata draga (caminho através de um vale) e do dialeto norueguês drog (trilha dos animais; vale). .... Os cognatos sânscritos (antigos indianos) mais próximos de Tao (drog) são dhrajas (curso, movimento) e dhraj (curso). As palavras inglesas mais próximas são "track" e "trek", enquanto "trail" e "tract" são derivadas de outras raízes indo-européias cognatas. Seguir o "Caminho", então, é como fazer uma jornada cósmica. Ainda mais inesperado do que a panóplia de cognatos indo-europeus para Tao (drog) é a raiz hebraica d-r-g para a mesma palavra e árabe t-r-q, que produz palavras que significam "trilha, caminho, modo de fazer as coisas" e é importante no discurso filosófico islâmico.
O dicionário etimológico de Axel Schuessler apresenta duas possibilidades para a morfologia tonal de dào (道 – "estrada; caminho; método") < chinês médio dâuB < chinês antigo *lûʔ e dào (道 ou 導 – "acompanhar; trazer; conduzir; explicar; falar sobre") < médio dâuC < antugi *lûh.. Ou dào (道 – "a coisa que está fazendo a condução") é um "substantivo endoativo" de tom B (shangsheng (上聲 – "tom ascendente")) derivado de dào (導 "conduta"), ou dào (導) é um chinês antigo posterior (período dos Estados Combatentes) "tom C geral" (qusheng (去聲 – "tom de partida")) derivado de dào (道 – "caminho").  Para uma possível conexão etimológica, Schuessler observa que o antigo dicionário Fangyan define yu < *lokh (裕) e lu < *lu (猷) como palavras dialetais do Estado Qi oriental que significam dào < *lûʔ (道 – "estrada").

### Palavras emprestadas
Muitas línguas emprestaram e adaptaram o chinês dao (道 – "o caminho") como uma palavra emprestada.
Em chinês, esse caractere 道 é pronunciado como cantonês dou6 e hokkiano to7. Nas linguagens sino-xênicas, 道 é pronunciado em japonês como dō, tō ou michi; em coreano como do ou to; e em vietnamita como đạo, dạo ou nhạo.
Desde 1982, quando a Organização internacional de padronização adotou o pinyin como a romanização do chinês padrão, muitas linguagens ocidentais mudaram a grafia dessa palavra emprestada (tao) em sistemas nacionais (por exemplo, o da transcrição chinesa EFEO francês e o do Wade – Giles inglês) para dao em pinyin.
A palavra inglesa de origem chinesa tao/dao ("o caminho") tem três significados, de acordo com o Dicionário de inglês Oxford.
1. a. No taoismo, uma entidade absoluta que é a fonte do universo; a maneira pela qual esta entidade absoluta funciona.

1. b. = Taoismo, taoista

2. No confucionismo e em usos estendidos, o caminho a ser seguido, a conduta correta; doutrina ou método.
Os primeiros usos registrados foram Tao (1736), Tau (1747), Taou (1831), and Dao (1971).
Um derivado, Daoshi (道士 – "sacerdote taoista"), já foi usado pelos jesuítas Matteo Ricci e Nicolas Trigault em seu De Christiana expeditione apud Sinas, traduzido como Tausu na edição original em latim (1615), e Tausa em uma tradução inglesa antiga publicada por Samuel Purchas (1625).

### Citações
1. ↑  Zai (2015), p. [falta página].
2. ↑  DeFrancis (1996), p. 113.
3. ↑  LaFargue (1992), pp. 245 – 247.
4. ↑  Chan (1963), p. 136.
5. ↑  Hansen (2000), p. 206.
6. ↑  Liu (1981), pp. 1 – 3.
7. ↑  Liu (1981), pp. 2 – 3.
8. ↑  Cane (2002), p. 13.
9. ↑  Keller (2003), p. 289.
10. ↑  LaFargue (1994), p. 283.
11. ↑  Ch'eng & Cheng (1991), pp. 175 – 177.
12. ↑  Maspero (1981), p. 32.
13. ↑  Bodde & Fung (1997), pp. 99 – 101.
14. ↑  Waley (1958), p. [falta página].
15. ↑  Kohn (1993), p. 11.
16. 1 2  Kohn (1993), pp. 11 – 12.
17. ↑  Kohn (1993), p. 12.
18. ↑  Fowler (2005), pp. 5 – 7.
19. ↑  Moeller (2006), pp. 133 – 145.
20. ↑  Fowler (2005), pp. 5 – 6.
21. ↑  Mair (2001), p. 174.
22. 1 2 3 4 5  Taylor & Choy (2005), p. 589.
23. ↑  Dumoulin (2005), pp. 63 – 65.
24. ↑  Hershock (1996), pp. 67 – 70.
25. ↑  Lewis, C.S. The abolition of man (em inglês). [S.l.: s.n.] p. 18
26. ↑  Zheng (2017), p. 187.
27. 1 2  Lau (1979), p. 59,  1.5; p. 63, 2.8.
28. ↑  Karlgren (1957).
29. ↑  Zhou (1972).
30. ↑  Pulleyblank (1991).
31. 1 2  Baxter (1992).
32. 1 2  Schuessler (2007).
33. ↑  Li (1971).
34. ↑  Hanyu Da Zidian (1989), pp. 3864 – 3866.
35. ↑  DeFrancis (2003), pp. 172, 829.
36. ↑  Boodberg (1957), p. 602.
37. ↑  Mair (1990), p. 132.
38. ↑  Schuessler (2007), p. 207.
39. ↑  Schuessler (2007), pp. 48 – 41.

## Leituras adicionais
- Tradução do Tao te Ching por Derek Lin (em inglês)
- 老子 Lǎozĭ 道德經 Dàodéjīng – Verbatim, análogo, poético (chinês, inglês, alemão)
- Tradução do Dao de Jing por James Legge (em inglês)
- Tradução de Legge do Tao Teh King (em inglês) no Projeto Gutenberg
- Feng, Gia-Fu & Jane English (tradutores). 1972. Laozi/Dao De Jing (em inglês). New York: Vintage books.
- Komjathy, Louis. Handbooks for Daoist practice (em inglês). 10 vols. Hong Kong: Yuen Yuen Institute, 2008.
- Mitchell, Stephen (trandutor). 1988. Tao Te Ching: A new english version (em inglês). New York: Harper & Row.
- Robinet, Isabelle. Taoism: Growth of a religion (em inglês). Stanford: Stanford university press), 1997 [original em francês, 1992]) p. 14,20. ISBN 0-8047-2839-9.
- Sterckx, Roel. Chinese thought. From Confucius to Cook Ding (em inglês). Londres: Penguin, 2019.
- Entrada para Dao do Centro de estudos daoístas (em inglês)
- O Tao da física (em inglês), Fritjof Capra, 1975
- Lao-Tzu.Tao-te king: o livro do sentido e da vida. Texto e comentário de Richard Wilhelm. São Paulo: Editora Pensamento, 2006.